# Národní bezpečnostní úřad
Národní bezpečnostní úřad (zkr. NBÚ) je ústředním orgánem státní správy v České republice vykonávající od roku 1998 státní správu v oblasti ochrany utajovaných informací a bezpečnostní způsobilosti. Úřad sídlí v Praze 5 v ulici Na Popelce č. 2/16.

## Činnost NBÚ
NBÚ je civilní orgán – není bezpečnostním sborem – na NBÚ se nevztahuje zákon č. 361/2003 Sb., o služebním poměru příslušníků bezpečnostních sborů. Objekt NBÚ je trvale chráněn Ministerstvem vnitra prostřednictvím příslušníků Policie ČR – vládní usnesení č. 334 ze 3. dubna 2000 jej zařadilo mezi objekty zvláštního významu pro vnitřní pořádek a bezpečnost a upravilo usnesení vlády č. 1604 ze 16. prosince 2008 k zajišťování bezpečnosti chráněných objektů a prostorů.
NBÚ je financováno kapitolou 308 státního rozpočtu. V roce 2016 byly přibližné výdaje 371 mil. Kč, z toho mzdové výdaje a související odvody kolem 224 mil. Kč. V roce 2020 šlo o výdaje přibližně 373 mil. Kč. Příjmy NBÚ jsou odváděny do státního rozpočtu. Tvoří je správní poplatky, vybrané pokuty a příjmy z licenčních smluv. V roce 2020 příjmy činily přibližně 799 tis. Kč, a to kolem 320 tis. Kč úhrady správních poplatků, asi 73 tis. Kč vybrané pokuty a přibližně 350 tis. Kč nahodilé příjmy, jako jsou přeplatky z minulých let.

### Hlavní úkoly
- NBÚ rozhoduje o žádosti fyzické osoby, podnikatele o doklad a o zrušení platnosti osvědčení fyzické osoby, osvědčení podnikatele (průmyslová bezpečnost),
- zabezpečuje ochranu utajovaných informací v souladu se závazky vyplývajícími z členství v Evropské unii, NATO a z mezinárodních smluv, jimiž je Česká republika vázána,
- vede ústřední registr a schvaluje zřízení registrů v orgánech státu a u podnikatelů,
- ve stanovených případech povoluje poskytování utajovaných informací v mezinárodním styku,
- zajišťuje činnost Národního střediska komunikační bezpečnosti, Národního střediska pro distribuci kryptografického materiálu, Národního střediska pro měření kompromitujícího elektromagnetického vyzařování a Národního střediska pro bezpečnost informačních systémů,
- provádí certifikace technického prostředku, informačního systému, kryptografického prostředku, kryptografického pracoviště a stínicí komory,
- zajišťuje výzkum, vývoj a výrobu národních kryptografických prostředků,
- vyvíjí a schvaluje národní šifrové algoritmy a vytváří národní politiku kryptografické ochrany.

### Právní rámec činnosti
- zákon 418/2002 Sb., o ochraně utajovaných skutečností[5] (republikuje zákon 148/1998 Sb.),
- zákon 412/2005 Sb., o ochraně utajovaných informací a o bezpečnostní způsobilosti,
- zákon 38/1994 Sb., o zahraničním obchodu s vojenským materiálem (doklad o bezpečnostní způsobilosti),
- zákon 312/2006 Sb., o insolvenčních správcích (doklad o bezpečnostní způsobilosti),
- zákon 134/2016 Sb., o zadávání veřejných zakázek (doklad o bezpečnostní způsobilosti),
- zákon 263/2016 Sb., atomový zákon,
- nařízení vlády 522/2005 Sb., kterým se stanoví seznam utajovaných informací (dokument obsahuje 19 příloh – seznamů utajovaných informací podle působnosti daného správního úřadu[6]). - zrušeno k 1. 1. 2025
- nařízení vlády č. 440/2024 Sb., Nařízení vlády o katalogu oblastí utajovaných informací[7] - od 1. 1. 2025 nahrazuje nařízení vlády 522/2005 Sb.

## Seznam ředitelů
- Pavel Kolář (? – 1998)
- Tomáš Kadlec (1998 – 2003)
- Jan Mareš (2003 – únor 2006)
- Zdeňka Jůzlová (prozatímní ředitelka) (únor 2006 – duben 2006)
- Petr Hostek (duben 2006 – září 2006)
- Dušan Navrátil (září 2006 – únor 2017)
- Jiří Lang (únor 2017 – duben 2024)
- Jan Čuřín (od května 2024)

## Historie
NBÚ vznikl k 1. březnu 1998 jako součást Ministerstva vnitra. Od 1. srpna 1998 (zákon č. 148/1998 Sb.) fungoval jako nezávislý ústřední orgán státní správy pro ochranu utajovaných skutečností a od 1. ledna 2006 (zákon č. 412/2005 Sb.) pro ochranu utajovaných informací, odpovědný premiérovi, popřípadě pověřenému členu vlády. V letech 1998 až 2002 bylo vydáno nadstandardní množství prověrek, které by z dnešního pohledu byly nestandardní. Nebylo vydáno jen 486 osvědčení z 15 352 prověrek. Tato praxe byla kritizována. Bezpečnostní prověrku, která proběhla v roce 1999, obdržel i premiér úřednické vlády Josef Tošovský, který se stal spolupracovníkem StB v říjnu 1986 z titulu své funkce poradce předsedy Státní banky československé a kterému prověrka automaticky vypršela po pěti letech – v roce 2004.

### Národní centrum kybernetické bezpečnosti

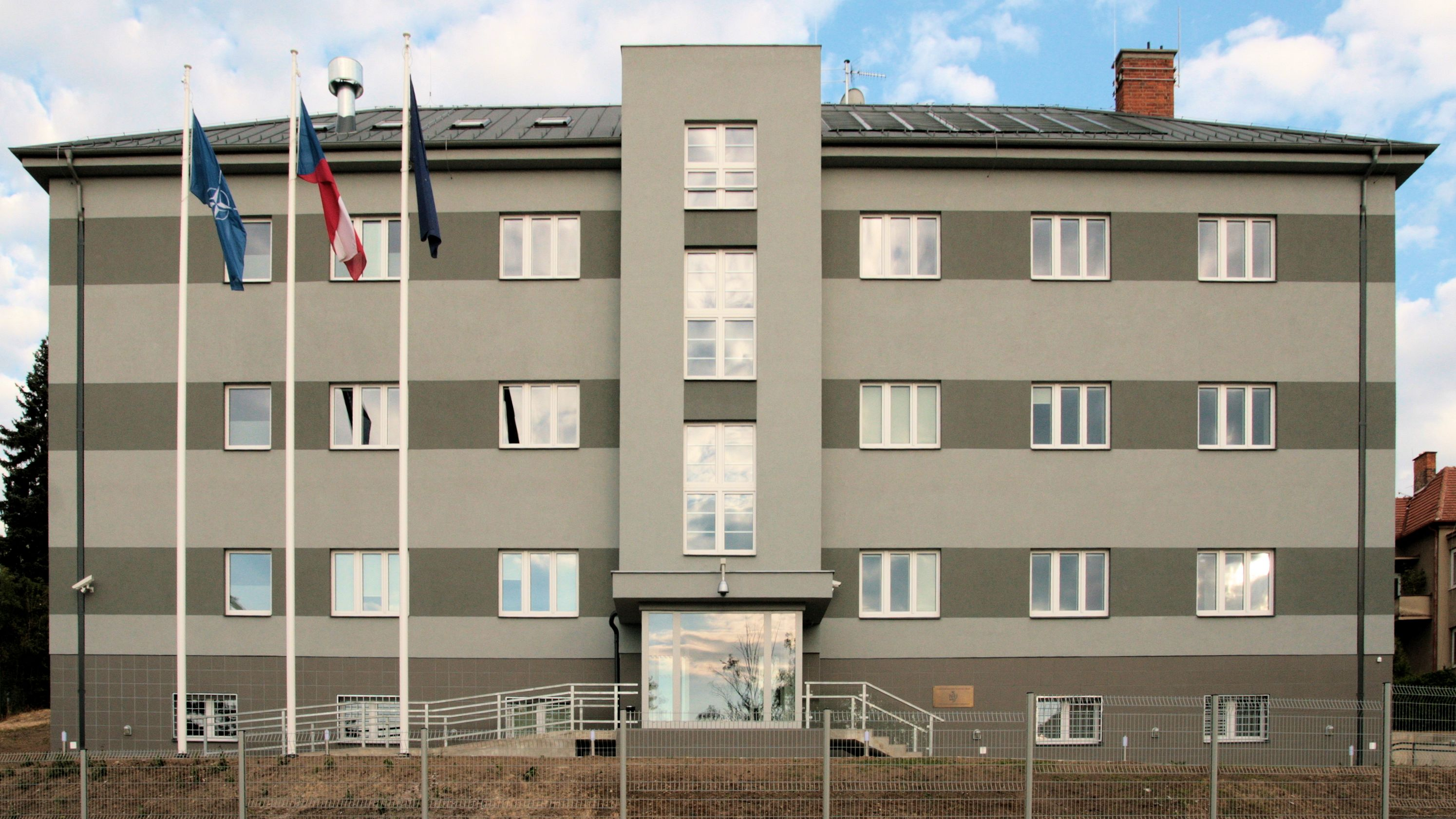
Sídlo Národního centra kybernetické bezpečnosti v Brně

Součástí NBÚ bylo i Národní centrum kybernetické bezpečnosti (NCKB), jež vzniklo na základě usnesení Vlády ČR ze dne 19. října 2011 č. 781, o ustavení Národního bezpečnostního úřadu. Centrum dle zadání koordinovalo spolupráci na národní a mezinárodní úrovni při předcházení kybernetickým útokům, při navrhování a přijímání opatření k řešení incidentů i proti probíhajícím útokům. Od svého zřízení mimo jiné pracovalo na vytvoření zákona o kybernetické bezpečnosti, který byl dne 2. ledna 2014 schválen vládou k předložení Parlamentu ČR.
Centrum sídlilo v Brně. Úřad pro jeho potřeby rekonstruoval budovu na Mučednické ulici č. o. 31, dříve patřící Univerzitě obrany. Budova byla oficiálně otevřena 13. května 2014, za přítomnosti premiéra Bohuslava Sobotky, ředitele NBÚ Dušana Navrátila, náměstka generálního tajemníka NATO Sorina Ducaru a ředitele Evropské agentury ENISA Udo Helmbrechta.
V roce 2017 byla agenda NCKB vyčleněna z NBÚ a převzata nově vzniklým samostatným Národním úřadem pro kybernetickou a informační bezpečnost (NÚKIB, vznikl 1. srpna 2017), který nadále sídlil v budově v Mučednické ulici.  Od 1. srpna 2017 je NÚKIB financován ze státního rozpočtu pod samostatnou kapitolou 378.
Národní centrum kybernetické bezpečnosti bylo výkonnou sekcí NÚKIB a zabezpečovalo především:
- činnost Vládního CERT[22] (Computer Emergency Response Team) České republiky
- prevenci před kybernetickými hrozbami proti informačním prvkům kritické infrastruktury, informačním systémům základní služby, významným informačním systémům a některým informačním systémům veřejné správy
- spolupráci s národními i mezinárodními organizacemi, které se podílejí na zajišťování bezpečnosti kyberprostoru
- koordinaci kybernetických bezpečnostních incidentů u subjektů kritické infrastruktury, provozovatelů základní služby a orgánů veřejné správy
- výzkum, vývoj, osvětu a vzdělávací činnost v oblasti kybernetické bezpečnosti
- přijímaní nápravných a preventivních opatření v oblasti kybernetické bezpečnosti a vyhodnocování rizik
- zastupování České republiky v orgánech mezinárodních organizací působících v oblasti kybernetické bezpečnosti
- přípravu a účast na národních a mezinárodních kybernetických cvičeních
- bezpečnostní politiku Úřadu v rozsahu svých kompetencí
- plnění mezinárodních závazků a předpisů vyplývajících z členství České republiky v NATO, EU a dalších mezinárodních organizacích